# Jean-Claude Iranzi
Jean-Claude Iranzi (ur. 5 października 1990 w Kigali) – rwandyjski piłkarz grający na pozycji lewego pomocnika. W swojej karierze rozegrał 64 mecze i strzelił 3 gole w reprezentacji Rwandy.

## Kariera klubowa
Swoją karierę piłkarską Iranzi rozpoczął w klubie SC Kiyovu Sport. W sezonie 2006 zadebiutował w jego barwach w pierwszej lidze rwandyjskiej. W 2009 roku odszedł do APR FC i grał w nim do 2016 roku. Wraz z nim wywalczył sześć mistrzostw Rwandy w sezonach 2009/2010, 2010/2011, 2011/2012, 2013/2014, 2014/2015 i 2015/2016, wicemistrzostwo w sezonie 2012/2013 oraz cztery Puchary Rwandy w latach 2010, 2011, 2012 i 2014. W sezonie 2016/2017 grał w słowackim MFK Topvar Topoľčany, a w drugiej połowie 2017 roku był piłkarze zambijskiego ZESCO United, z którym został mistrzem Zambii. W latach 2018-2019 ponownie grał w APR FC, z którym został mistrzem kraju w sezonie 2017/2018 i wicemistrzem w sezonie 2018/2019. W sezonie 2019/2020 najpierw grał w Rayon Sports FC, który wywalczył mistrzostwo Rwandy, a następnie był zawodnikiem egipskiego Aswan SC. W latach 2020-2022 ponownie występował w Rayon Sports FC, w którym zakończył karierę.

## Kariera reprezentacyjna
W reprezentacji Rwandy Iranzi zadebiutował 21 czerwca 2008 w przegranym 0:2 meczu eliminacji do MŚ 2010 z Marokiem, rozegranym w Casablance. Od 2008 do 2019 wystąpił w kadrze narodowej 64 razy i strzelił 3 gole.